# Almaqah

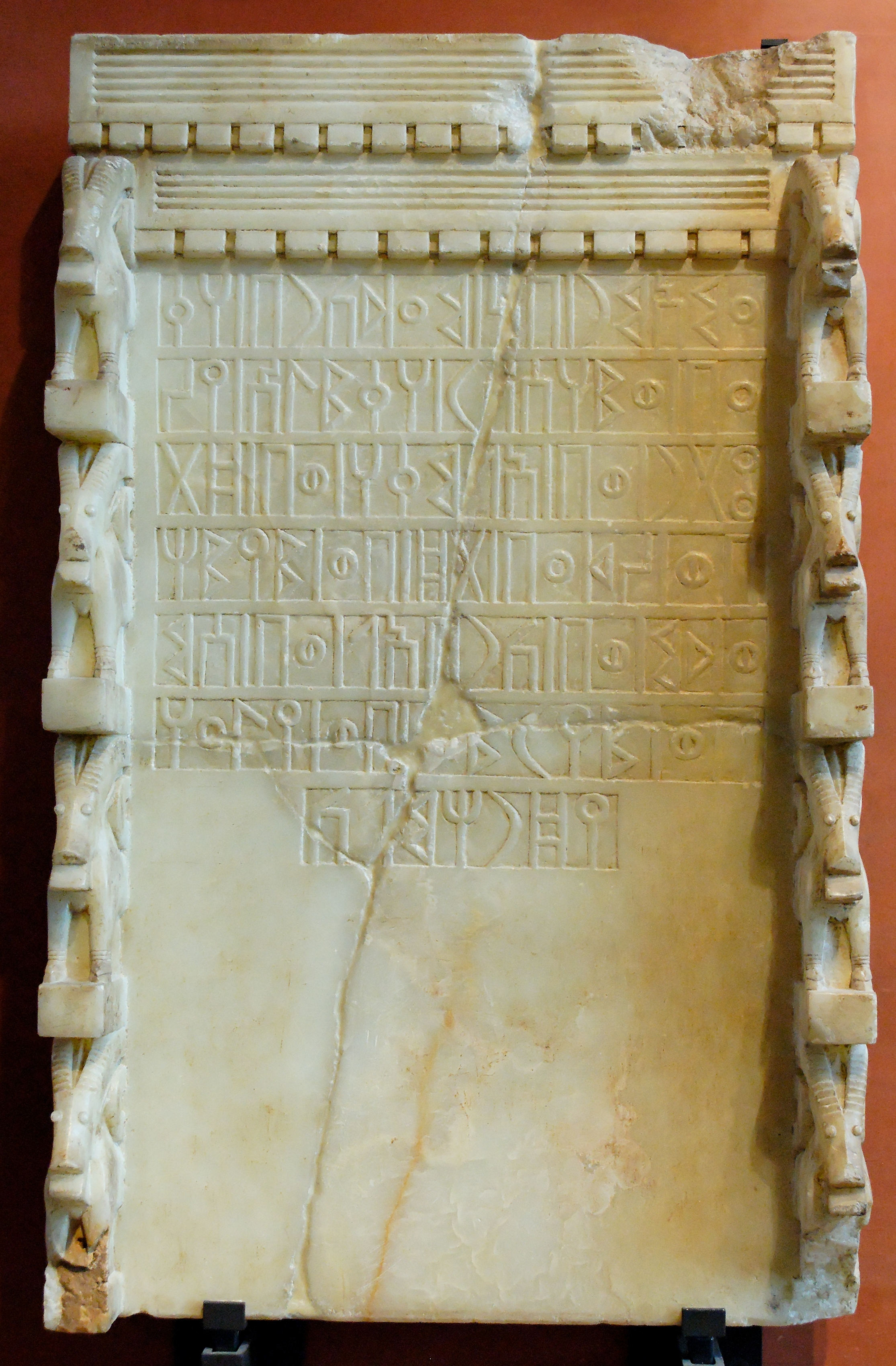
Inscription sabéenne au dieu solaire Almaqah, mentionnant cinq anciens dieux sudarabiques, deux souverains et deux gouverneurs en fonction, VIIe siècle av. J.-C.

Almaqah (sudarabique  ʾ lmqh (w), reconstruite Almaqah (U), ou Ilmuqāh, DMG ʾAlmaqah / ʾIlmuqāh ; guèze አለመቀሀ, ʾ LMQH ; arabe المقة) est le nom de la grande divinité solaire du royaume sabéen.
C'est aussi une divinité des royaumes de Dʿmt et d'Axoum (en Érythrée et Éthiopie du Nord (ramifié de Saba)).
Le surnom de ce dieu du Soleil est Taureau du pays du Seigneur, cela démontre qu'il porte la responsabilité de la fertilité de la terre. Il est souvent représenté par une grappe d'éclairs entourant ce qui peut être une faucille.
Au début, il représente, avec le titre de Mukarrib, et la tribu de Saba, l'État sabéen. Bien qu'il ait joué un rôle central dans Saba, il était toujours le second dieu invoqué, après Athtar. 
On lui attribue les symboles du taureau, et de la massue (du sacrificateur). 
Son temple principal est Awwam dans la capitale sabéenne, à Marib. Des temples un peu moins importants existent à Nashq, au Jebel Laudh, à Sirwah et à Al-Masadjid. 
On a longtemps suggéré qu'Almaqah correspondait à un dieu lunaire à l'instar du texte biblique qui attribue un culte d'une divinité lunaire à Saba (contrairement au texte coranique qui évoque davantage une divinité solaire), cependant, d'après les recherches approfondies menées par l'historien et universitaire belge Jacques Pirenne, Almaqah correspond en fait à un dieu solaire. En effet, il a constaté que les nombreux motifs et caractéristiques associés à Almaqah notamment la tête de Taureau ainsi que le motif de la vigne étaient relatifs à des attributs divins d'ordre purement solaire et dionysiaque, par conséquent, il en a conclu qu'il s'agissait manifestement d'un dieu du Soleil et non de la Lune. 
L’orientaliste italien Giovanni Garbini aboutit à une conclusion semblable après s’être attardé sur les caractéristiques associées à Almaqah. Ses travaux sont relayés par l'orientaliste britannique Alfred Felix Landon Beeston (ou AFL Beeston), célèbre pour ses études sur l'histoire de l'Arabie pré-islamique, ainsi que sur les inscriptions antiques yéménites mais également sur la littérature arabe . Par ailleurs, l'archéologue, historien et universitaire français Jean-François Breton qui appartient au CNRS, déclare également qu'Almaqah correspond à un dieu du Soleil, tout en soulignant qu'il en est la forme masculine, tandis que Shamash en est la forme féminine.